# 기사들의 난
팔츠 기사들의 난(독일어: Pfälzischer Ritteraufstand) 또는 기사전쟁(독일어: Ritterkrieg)은 프란츠 폰 지킹겐(Franz von Sickingen)을 지도자로 한 개신교도 및 인본주의자 독일 기사들이 1522년경 로마 교회와 신성 로마 제국의 황제를 상대로 일으켰던 반란이다. 이 반란은 비교적 짧은 시일 내에 진압되었으나, 독일 농민전쟁을 발생시키는 단초를 제공하였다.